# Calceolaria bentae
Calceolaria bentae är en toffelblomsväxtart som beskrevs av U. Molau. Calceolaria bentae ingår i släktet toffelblommor, och familjen toffelblomsväxter. Inga underarter finns listade i Catalogue of Life.